# 高波村
高波村（たかなみむら）は、かつて富山県西礪波郡に存在していた村。1954年（昭和29年）1月15日、砺波町と合併。この項目では現在の砺波市北西部を占める高波地区についても解説する。

## 沿革
- 1889年（明治22年）4月1日 - 町村制の施行により、礪波郡江波（よなみ）村、北高木（きたたかぎ）村、東宮森（ひがしみやもり）村、西宮森（にしみやもり）村、荒屋（あらや）村、荒屋新（あらやしん）村、坪北新（つぼきたしん）村、高儀出（たかぎで）村、南高木（みなみたかぎ）村の区域をもって、礪波郡高波村が発足する。
- 1896年4月1日 - 郡制の施行のため、礪波郡が分割して、西礪波郡が発足により、西礪波郡に所属となる。
- 1914年（大正3年） - 地名から大字及び村を削除する。
- 1928年（昭和3年） - 荒屋及び荒屋新を荒屋に、坪北新及び高儀出を坪北に統合して[3]、7集落とする。
- 1954年（昭和29年）1月15日 - 東礪波郡砺波町に編入する。

## 概要
- 村名は町村制実施の際に大きい集落であった北高木（きたたかぎ）、南高木（みなみたかぎ）の高、江波（よなみ）の波を合成し、高波村とした[3]。
- 湧水が豊富な庄川扇状地にあり、全ての集落は散居村を形成している。江波、北高木集落には主に街道沿いや集落中心部にやや家々の近接も見られる。
- 地域の北端に通る現在の富山県道9号富山戸出小矢部線は明治時代に開かれた道であるが、平安時代頃の北陸本街道がこの地域の中央を東西に通っていたとされる。西宮森集落には木曾義仲がこの地を通過した際の史跡川田八幡宮がある。
- 住居表示上の地名は旧村域全てが砺波市高波となっているが、自治会は各集落毎に別々である。
- 砺波町への合併以前は同じ西礪波郡であった戸出町（現・高岡市）との関係が深かったが、昭和の大合併の際には財政状況がより健全である東礪波郡砺波町と合併した。
- チューリップの球根生産も盛んで、毎年4月には高波チューリップ祭りが催される他、となみチューリップフェアの際には高波地区のチューリップ圃場がサテライト会場に選ばれている。
- かつては地区内に砺波北部中学校や高波小学校が存在したが、いずれも統合により廃校となっている。

## 観光
- 川田八幡宮